# Dionne Warwick
Dionne Warwick (/ˈdiːɒn ˈwɔːrwɪk/) tên khai sinh Marie Dionne Warrick; sinh 12 tháng 12 năm 1940) là một nữ ca sĩ, nữ diễn viên, và người dẫn chương trình truyền hình người Mỹ. Bà được coi là ngôi sao nhạc pop, và là chị họ của biểu tượng văn hóa đại chúng Whitney Houston. Warwick đã trở thành một Đại sứ Liên Hợp Quốc toàn cầu cho Tổ chức Lương thực và Nông nghiệp, và là một Đại sứ của Hoa Kỳ về sức khỏe.
Với quan hệ hợp tác với các nhạc sĩ Burt Bacharach và Hal David, Warwick đứng trong top 40 ca sĩ tạo bài top hit lớn nhất của toàn bộ thời kỳ nhạc rock, dựa trên Billboard Hot 100 Pop Singles Charts. Bà đứng thứ hai, chỉ sau Aretha Franklin trong danh sách ca sĩ nữ được lên bảng xếp hạng nhiều nhất, với 56 đĩa đơn của Warwick có mặt trong Billboard Hot 100 từ năm 1962 đến năm 1998; 80 nếu tính tất cả các bảng xếp hạng của Billboard.

## Sách tham khảo
- Harvey, Stephen: What’s It All About Dionne? Interview – Dionne Warwick Lưu trữ ngày 24 tháng 9 năm 2015 tại Wayback Machine, The Independent on Sunday, ngày 23 tháng 2 năm 2003
- Ayres, Sabra: Dionne Warwick's Charges Dropped in Plea Bargain, Associated Press, ngày 5 tháng 6 năm 2002.
- Nathan, David (1999). The Soulful Divas: Personal Portraits of over a dozen divine divas from Nina Simone, Aretha Franklin, & Diana Ross, to Patti LaBelle, Whitney Houston, Mariah Carey, & Janet Jackson. Watson-Guptill Publications. ISBN 0-8230-8425-6.
- Current Biography. H. W. Wilson, Company. Current Biography Yearbook 1969. Subject: Dionne Warwick. 1969. H.W. Wilson Company, Chicago, Ill.
- Current Biography. H. W. Wilson, Company. Current Biography Yearbook 1971. Subject: Burt Bacharach. 1971. H.W. Wilson Company, Chicago, Ill.
- Hitmakers: The Teens Who Stole Popular Music: Dionne Warwick-Don't Make Me Over. Performers-Dionne Warwick main subject, Burt Bacharach, Dee Dee Warwick, Dick Clark, et al. A&E Entertainment Video. 2002.
- Hitmakers: Burt Bacharach. Performers-Burt Bacharach main subject, Dionne Warwick, Angie Dickinson, Steve Lawrence, et al. A&E Entertainment Video. 2002.
- Lifetime Television's Intimate Portrait: Dionne Warwick. Performers: Dionne Warwick, Lee Warrick, David Elliott, Damon Elliott, Cissy Houston, et al. Lifetime Entertainment Video. 2004.
- 'Dionne Warwick Profile". People Magazine. ngày 15 tháng 10 năm 1979. Time-Warner, Inc.
- "Dionne Warwick." Rolling Stone, 15 Nov. 1979. Rolling Stone Press.
- "Dionne the Universal Warwick." Ebony Magazine, May 1968. Johnson Publications.
- "The Sound of the Sixties." Time Magazine. ngày 21 tháng 5 năm 1965. Time, Inc.
- 'Spreading the Faith." Time Magazine. ngày 14 tháng 7 năm 1967. Time, Inc.
- "Dionne Warwick Married." Time Magazine. ngày 8 tháng 9 năm 1967. Time, Inc.